# Olympische Sommerspiele 2012/Teilnehmer (Montenegro)
| Gelbes Symbol für Goldmedaillen mit stilisierten Olympischen Ringen | Graues Symbol für Silbermedaillen mit stilisierten Olympischen Ringen | Braundes Symbol für Bronzemedaillen mit stilisierten Olympischen Ringen |
| ------------------------------------------------------------------- | --------------------------------------------------------------------- | ----------------------------------------------------------------------- |
| —                                                                   | 1                                                                     | —                                                                       |

Montenegro nahm in London an den Olympischen Spielen 2012 teil. Es war die insgesamt zweite Teilnahme an Olympischen Sommerspielen. Das Crnogorski olimpijski komitet nominierte 34 Athleten in sieben Sportarten.

## Flaggenträger
Der Judoka Srđan Mrvaljević trug die Flagge Montenegros während der Eröffnungsfeier im Olympiastadion.

## Medaillengewinner

### Silber
| Name | Sportart | Wettkampf                 |
| --- | -------- | ------------------------- |
| Sonja Barjaktarović Anđela Bulatović Katarina Bulatović Ana Đokić Marija Jovanović Milena Knežević Suzana Lazović Majda Mehmedović Radmila Miljanić Bojana Popović Jovanka Radičević Ana Radović Maja Savić Marina Vukčević | Handball | Handballturnier der Damen |

## Teilnehmer nach Sportarten

### Boxen
| Athleten        | Wettbewerb                  | 1. Runde    | 1. Runde              | Achtelfinale  | Achtelfinale  | Viertelfinale | Viertelfinale | Halbfinale    | Halbfinale    | Finale        | Finale        | Rang |
| Athleten        | Wettbewerb                  | Gegner      | Ergebnis              | Gegner        | Ergebnis      | Gegner        | Ergebnis      | Gegner        | Ergebnis      | Gegner        | Ergebnis      | Rang |
| --------------- | --------------------------- | ----------- | --------------------- | ------------- | ------------- | ------------- | ------------- | ------------- | ------------- | ------------- | ------------- | ---- |
| Männer          |                             |             |                       |               |               |               |               |               |               |               |               |      |
| Boško Drašković | Halbschwergewicht bis 81 kg | Osmar Bravo | 11:16 (5:2, 2:5, 4:9) | ausgeschieden | ausgeschieden | ausgeschieden | ausgeschieden | ausgeschieden | ausgeschieden | ausgeschieden | ausgeschieden | –    |

### Handball
| Wettbewerb    | Frauen |
| ------------- | --- |
| Athletinnen   | Sonja Barjaktarović Anđela Bulatović Katarina Bulatović Ana Đokić Marija Jovanović Milena Knežević Suzana Lazović Majda Mehmedović Radmila Miljanić Bojana Popović Jovanka Radičević Ana Radović Maja Savić Marina Vukčević |
| Trainer       | Dragan Adžić |
| Gruppenphase  | Großbritannien 31:19 (18:12) Brasilien 25:27 (16:15) Angola 30:25 (13:14) Kroatien 26:27 (12:12) Russland 25:25 (15:16) |
| Viertelfinale | Frankreich 23:22 (13:13) |
| Halbfinale    | Spanien 27:26 (13:13) |
| Finale        | Norwegen 23:26 (10:13) |
| Platzierung   | Silber |

### Judo
| Athleten         | Wettbewerb       | 1. Runde       | 1. Runde | Achtelfinale           | Achtelfinale | Viertelfinale | Viertelfinale | Hoffnungsrunde Halbfinale | Hoffnungsrunde Halbfinale | Halbfinale    | Halbfinale    | Hoffnungsrunde Finale | Hoffnungsrunde Finale | Finale        | Finale        | Rang |
| Athleten         | Wettbewerb       | Gegner         | Ergebnis | Gegner                 | Ergebnis     | Gegner        | Ergebnis      | Gegner                    | Ergebnis                  | Gegner        | Ergebnis      | Gegner                | Ergebnis              | Gegner        | Ergebnis      | Rang |
| ---------------- | ---------------- | -------------- | -------- | ---------------------- | ------------ | ------------- | ------------- | ------------------------- | ------------------------- | ------------- | ------------- | --------------------- | --------------------- | ------------- | ------------- | ---- |
| Männer           |                  |                |          |                        |              |               |               |                           |                           |               |               |                       |                       |               |               |      |
| Srđan Mrvaljević | Klasse bis 81 kg | Josateki Naulu | 011:003  | Antoine Valois-Fortier | 011:012      | ausgeschieden | ausgeschieden | ausgeschieden             | ausgeschieden             | ausgeschieden | ausgeschieden | ausgeschieden         | ausgeschieden         | ausgeschieden | ausgeschieden | 9    |

### Leichtathletik
Laufen und Gehen
| Athleten          | Wettbewerb | Vorlauf | Vorlauf | Halbfinale | Halbfinale | Finale    | Finale | Rang |
| Athleten          | Wettbewerb | Zeit    | Rang    | Zeit       | Rang       | Zeit      | Rang   | Rang |
| ----------------- | ---------- | ------- | ------- | ---------- | ---------- | --------- | ------ | ---- |
| Frauen            |            |         |         |            |            |           |        |      |
| Slađana Perunović | Marathon   | –       | –       | –          | –          | 2:39:07 h | 77     | 77   |

Springen und Werfen
| Athleten        | Wettbewerb   | Qualifikation | Qualifikation | Finale        | Finale        | Rang |
| Athleten        | Wettbewerb   | Weite/Höhe    | Rang          | Weite/Höhe    | Rang          | Rang |
| --------------- | ------------ | ------------- | ------------- | ------------- | ------------- | ---- |
| Männer          |              |               |               |               |               |      |
| Danijel Furtula | Diskuswerfen | 57,48 m       | 38            | ausgeschieden | ausgeschieden | 38   |

### Schießen
| Athleten         | Wettbewerb             | Qualifikation | Qualifikation | Finale        | Finale        | Ringe | Rang |
| Athleten         | Wettbewerb             | Ringe         | Rang          | Ringe         | Rang          | Ringe | Rang |
| ---------------- | ---------------------- | ------------- | ------------- | ------------- | ------------- | ----- | ---- |
| Männer           |                        |               |               |               |               |       |      |
| Nikola Šaranović | Luftpistole 10 Meter   | 565           | 41            | ausgeschieden | ausgeschieden | 565   | 41   |
| Nikola Šaranović | Freie Pistole 50 Meter | 524           | 38            | ausgeschieden | ausgeschieden | 524   | 38   |

### Segeln
Fleet Race
| Athleten      | Wettbewerb | Qualifikation | Qualifikation | Medal Race    | Medal Race    | Punkte | Rang |
| Athleten      | Wettbewerb | Punkte        | Rang          | Punkte        | Rang          | Punkte | Rang |
| ------------- | ---------- | ------------- | ------------- | ------------- | ------------- | ------ | ---- |
| Männer        |            |               |               |               |               |        |      |
| Milivoj Dukić | Laser      | 287           | 30            | ausgeschieden | ausgeschieden | 287    | 30   |

### Wasserball
| Wettbewerb         | Männer |
| ------------------ | --- |
| Athleten           | Draško Brguljan Dragan Drašković Vladimir Gojković Aleksandar Ivović Mlađan Janović Nikola Janović Predrag Jokić Vjekoslav Pasković Antonio Petrović Aleksandar Radović Miloš Šćepanović Denis Šefik Boris Zloković |
| Trainer            | |
| Gruppenphase       | USA (7:8) Ungarn (11:10) Serbien (11:11) Rumänien (12:8) Großbritannien (13:4) |
| Viertelfinale      | Spanien (11:9) |
| Platzierungsspiele | – |
| Halbfinale         | Kroatien (5:7) |
| Finale             | Spiel um Platz 3: Serbien (11:12) |
| Platzierung        | 4 |